# Білогір'я
Білогі́р'я (до 1946 року — Ляхівці) — селище в Україні, адміністративний центр Білогірської селищної територіальної громади Шепетівського району Хмельницької області. До 19 липня 2020 року — колишній адміністративний центр ліквідованого Білогірського району.

## Географія
Розташоване на лівому березі річки Горині (притока Прип'яті), за З км від залізничної станції Суховоля на лінії Шепетівка-Подільська — Тернопіль.
Білогір'я знаходиться у південній частині історико-етнографічної Волині. Рельєф місцевості — горбиста рівнина. Є поклади крейди, глини, значні запаси торфу.

## Історія

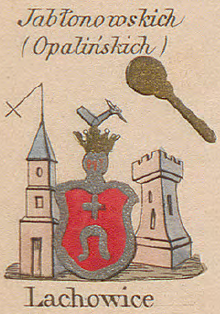
Ляхівці на мапі Зигмунда Герстмана

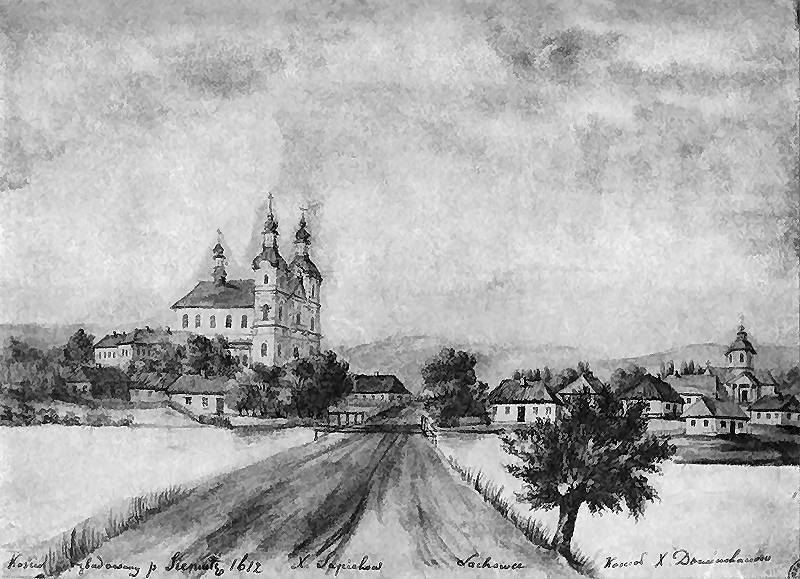
Ляхівці, друга половина ХІХ століття. Малюнок Наполеона Орди

Селище засноване 1441 року. Магдебурзьке право отримало з 1583 року.
В околицях Білогір'я виявлено залишки трипільської культури (ІІІ тис. до н. е.), населення та курганний могильник бронзової доби (II тисячоліття до н. е.), а також кілька поселень черняхівської культури.
Перша згадка про Ляхівці датується 1441 роком, коли за привілеєм великого литовського князя Казимира IV стало належати шляхтичу Дениску Мокосійовичу. Пізніше посідачкою Ляхівців була королева Польщі Бона Сфорца.
Оригінальну назву місцині дали «ляхівські двори» — польські оселі переселенців з «Країни тисячі озер» — Мазурів[джерело не вказане 4289 днів].
Князь Юзеф-Олександр-Доброгост Яблоновський збудував тут замок. У 1780-х рр. цей же власник підтвердив містечку магдебурзьке право (вперше надане ще 1583 р.), а також надав печатку «ляховецької магдебургії» з зображенням великого герба Яблоновських (щит чотиричастинний; у першій частині — герб «Прус ІІІ», у другій — «Прус І», у третій — «Злотоголенчик», у четвертій — «Коси»; зразки такої печатки, відомі з 1780-х — 1790-х рр., відомі з документів архіву Яблоновських—Сапіг у фондах відділу рукописів Львівської наукової бібліотеки ім. Василя Стефаника).
Станом на 1885 рік у колишньому власницькому містечку, центрі Ляховецької волості Острозького повіту Волинської губернії, мешкало 2368 осіб, налічувалось 296 дворів, існували 4 православні церкви, 2 часовні, костел, школа. За ½ версти розташовувалось садиба Леонцине з 3 млинами, ярмарком, винокурним заводом.
7 (20) листопада 1917 року, відповідно до Третього Універсалу Української Центральної Ради, увійшло до складу Української Народної Республіки.
В 1932–1933 мешканці селища пережили сталінський голодомор.
До 1946 року селище навивалось Ляхівці, комуністичній владі у немилість потрапили назви інших народів, у різний час було вилучено практично усі назви поселень, в основах яких звучали як давні, так і новітні етноніми, в даному випаду керувались, що поселення має етнонім «лях». Виняток було зроблено лише для етноніма «російський».
Статус селища міського типу Білогір'я отримало з 1960 року.

### У Незалежній Україні
З 24 серпня 1991 року селище входить до складу незалежної України.
1 лютого 2018 року Білогірська селищна рада, в ході децентралізації, об'єднана з Білогірською селищною громадою.
19 липня 2020 року, в результаті адміністративно-територіальної реформи та ліквідації Білогірського району, смт увійшло до складу Шепетівського району.

## Населення
Станом на 1885 рік селищі мешкало 2368 осіб, налічувалось 296 дворів.
За переписом 1897 року кількість мешканців зросла до ▲5401 особи (2634 чоловічої статі та 2767 — жіночої), з яких 3890 — православної віри та 1384 — юдейської.
Згідно перепису 2001 року населення — ▲5709 мешканців.
▼55483 мешканці на 2011 рік.
▼5310 особа у 2020 році.
▼54977 мешканці на 2024 рік.

### Мова
Рідна мова населення за даними перепису 2001 року:
| Мова            | Кількість | Відсоток |
| --------------- | --------- | -------- |
| українська      | 5477      | 97.94%   |
| російська       | 84        | 1.50%    |
| вірменська      | 22        | 0.39%    |
| білоруська      | 3         | 0.05%    |
| польська        | 3         | 0.05%    |
| румунська       | 2         | 0.04%    |
| інші/не вказали | 1         | 0.03%    |
| Усього          | 5592      | 100%     |

## Релігія

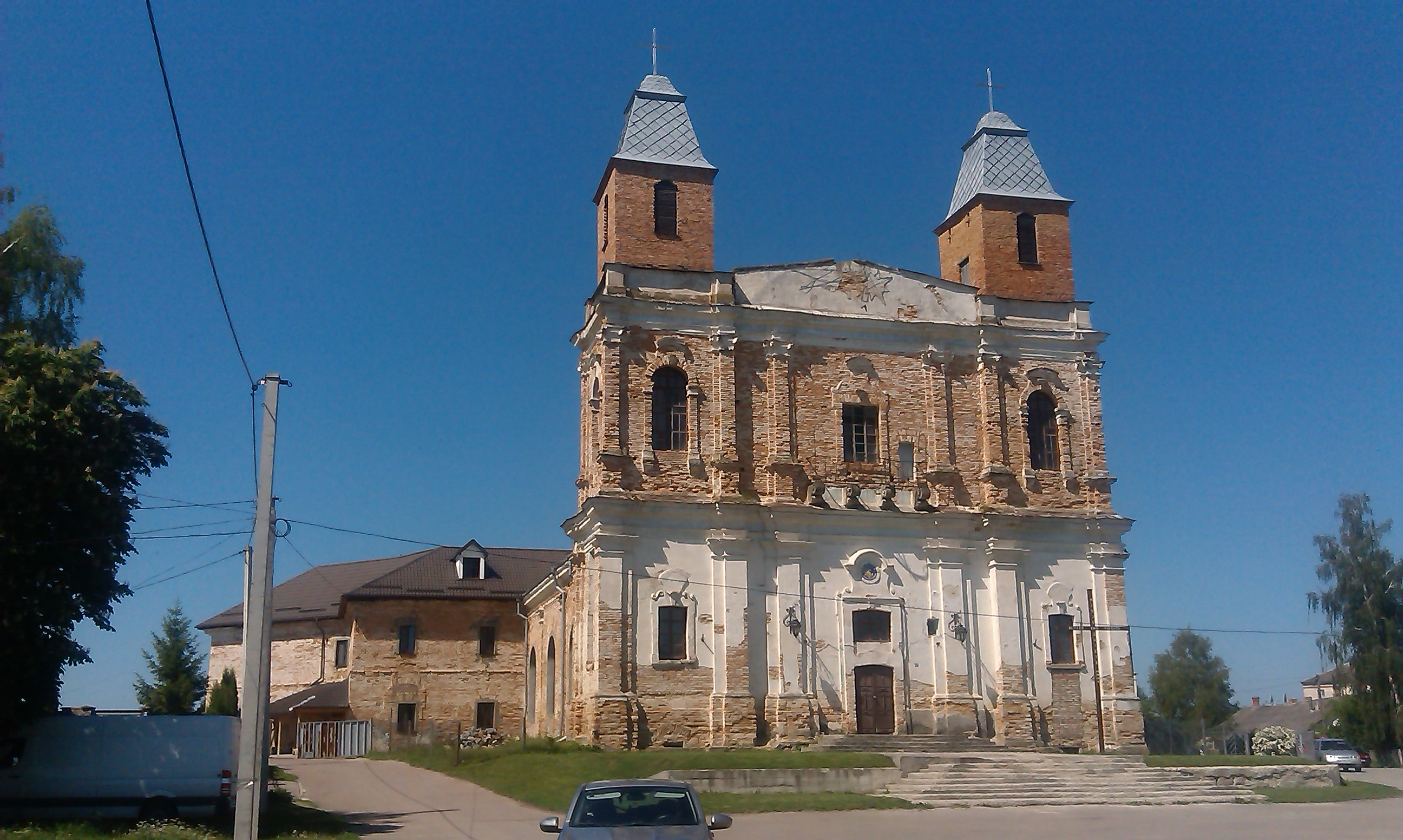
Костел XVII століття

Окрім парафіяльного храму тут звели домініканський монастир. Будівництво розпочав руський шляхтич Павло Христофор Сенюта, який у релігійному плані пізніше добряче збаламутив Волинь та Поділля[джерело?]. Він спочатку сповідував православ'я, потім кальвінізм та католицизм, а 1616 року прийняв аріанство.
Будівництво домініканського монастиря завершилося близько 1660 р. (до речі, теж на кошти Сенют). Історія храму досить складна. Сучасна святиня Пресвятої Трійці, Успіння Богородиці та свв. Петра і Павла була освячена 21 липня 1789 року. Художник Наполеон Орда, який у 1862—1876 роках мандрував Волинню, зазначив, що змальований ним храм був побудований Сенютою 1612 року. Отже, 1789 року могла відбутися реконсекрація (повторне освячення) святині з якихось причин, адже збудована вона була задовго до того. Храм мав цілих 10 вівтарів.

## Рекреаційні ресурси
У місцевості видобувається мінеральна природна столова вода — «Білогірська».

## Економіка
Цегельний завод, ТОВ НВА «Перлина Поділля», ТОВ «Білогір'ямолокопродукт». У місті з листопада 2008 року діє супермаркет мережі «Наш Край».

Братська могила загиблим у II світовій

## Особистості
Уродженці:
- Пантелеймон (Бащук) — церковний діяч
- Авраам Сенюта — церковний діяч
- Теодозій Сєроцінський — польський мовознавець і педагог
- Вільгельм Богуславський — польський правник і історик
- Костянтин Валігура — український публіцист, письменник, журналіст
- Митрофан (Юрчук) — церковний діяч

Перебували:
- Йоахім Рупньовський — аріянин-«міністр» в Ляхівцях
- Пйотр Мошковський — полеміст, аріянин-«міністр», заступник Йоахіма Рупньовського[17]

Помер:
- Юзеф Сапега — польський політик, вояк

## Галерея

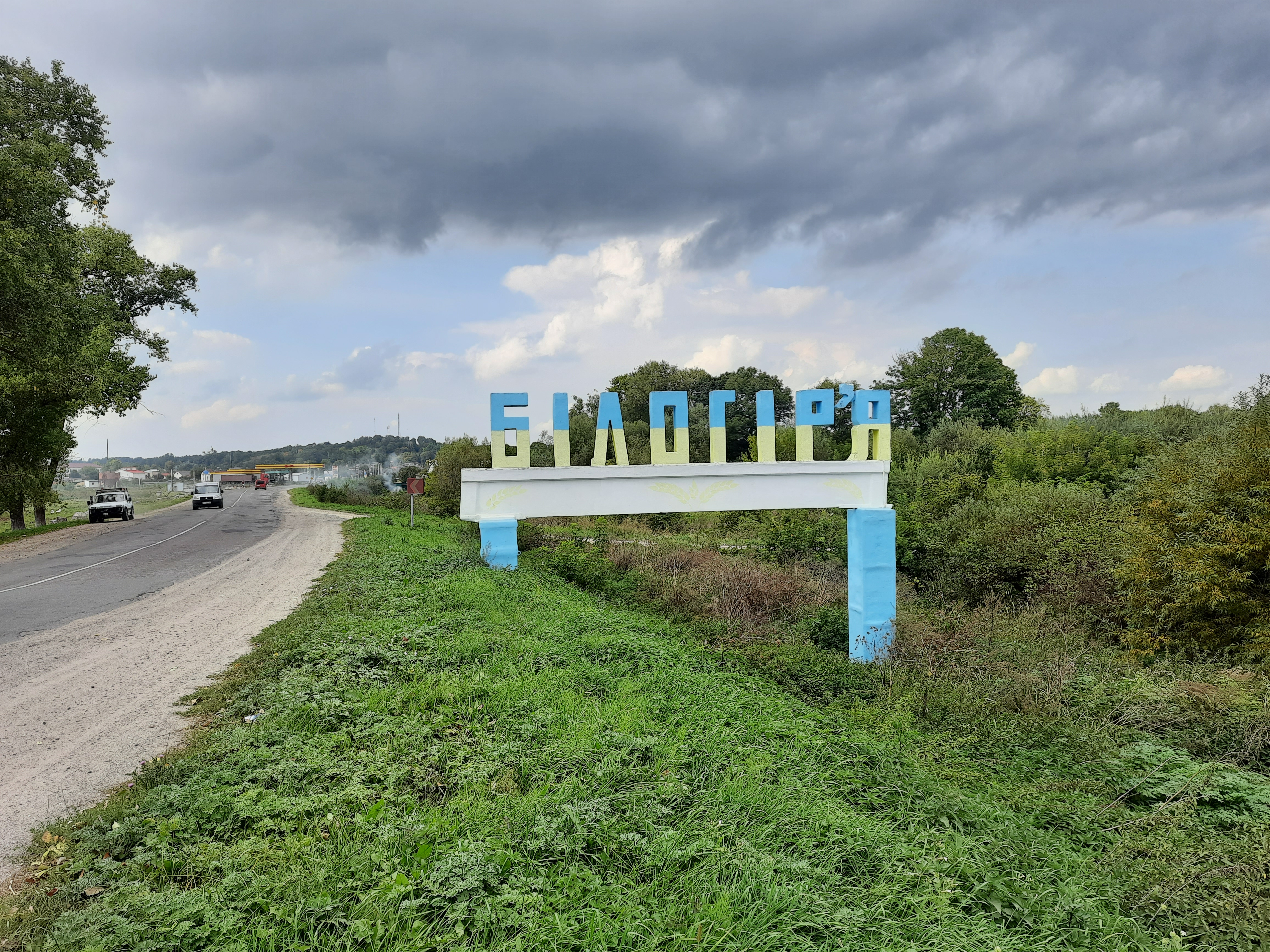
Знак при в'їзді в селище
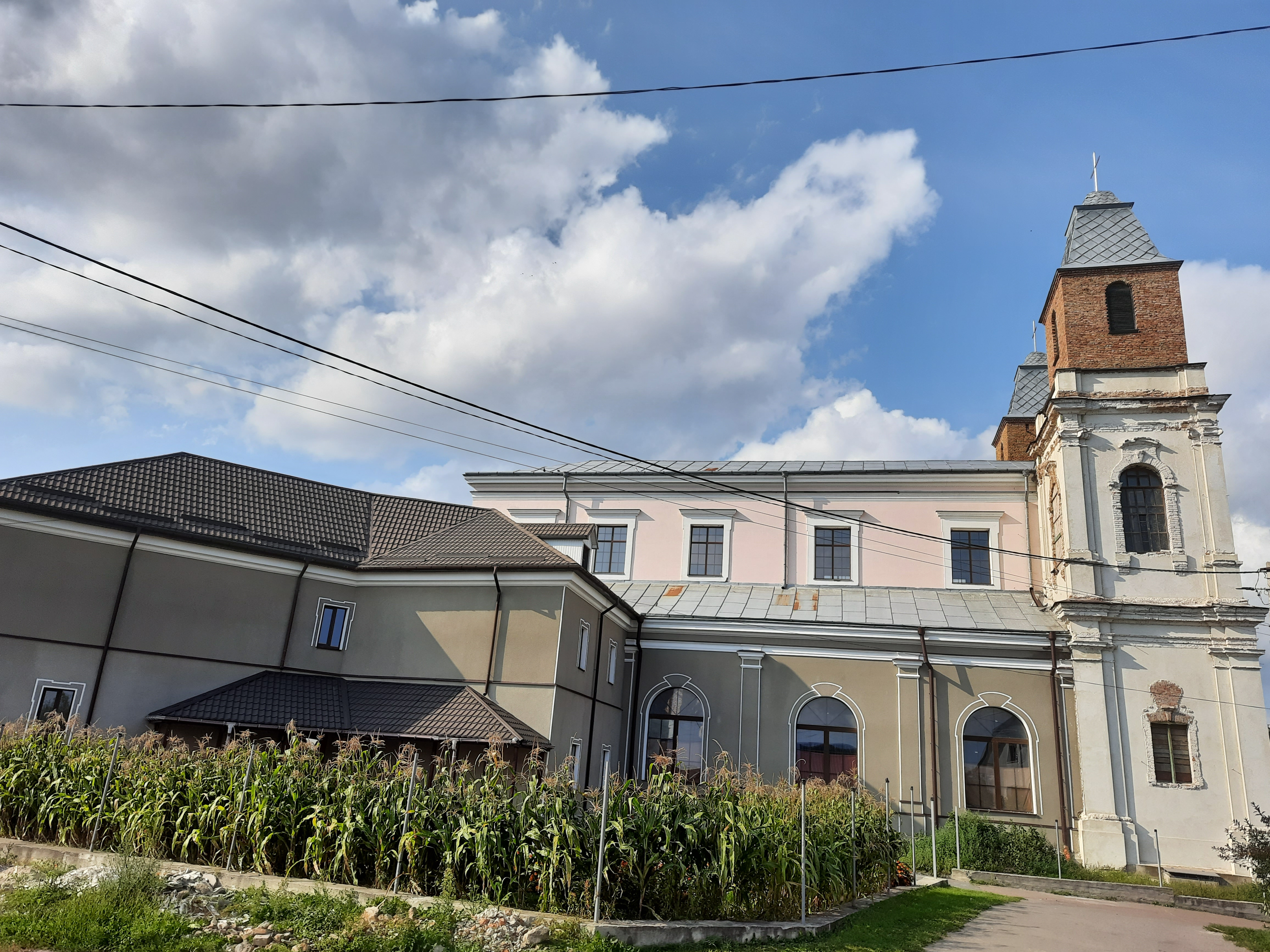
Комплекс будівель домініканського монастиря
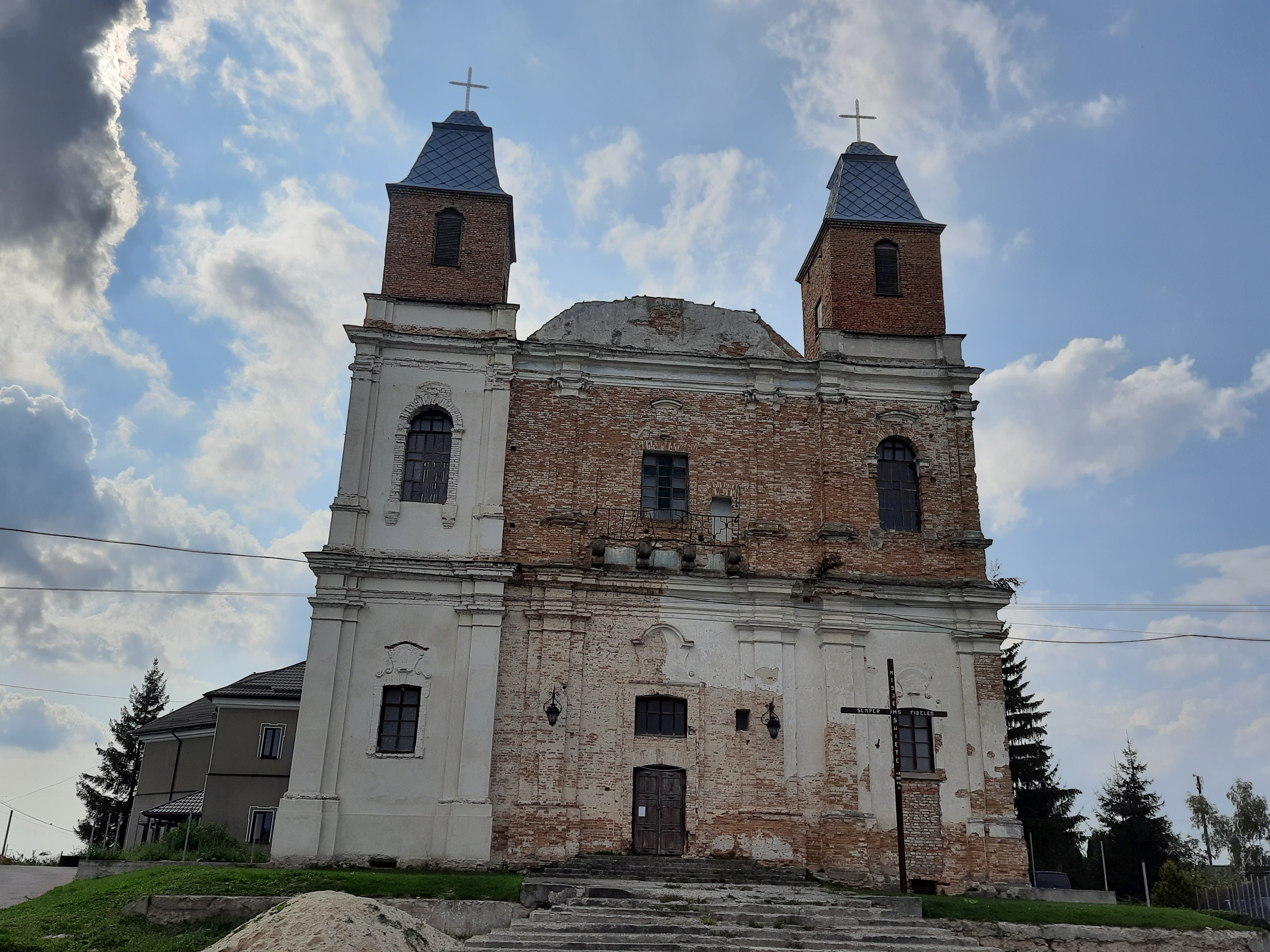
Костел
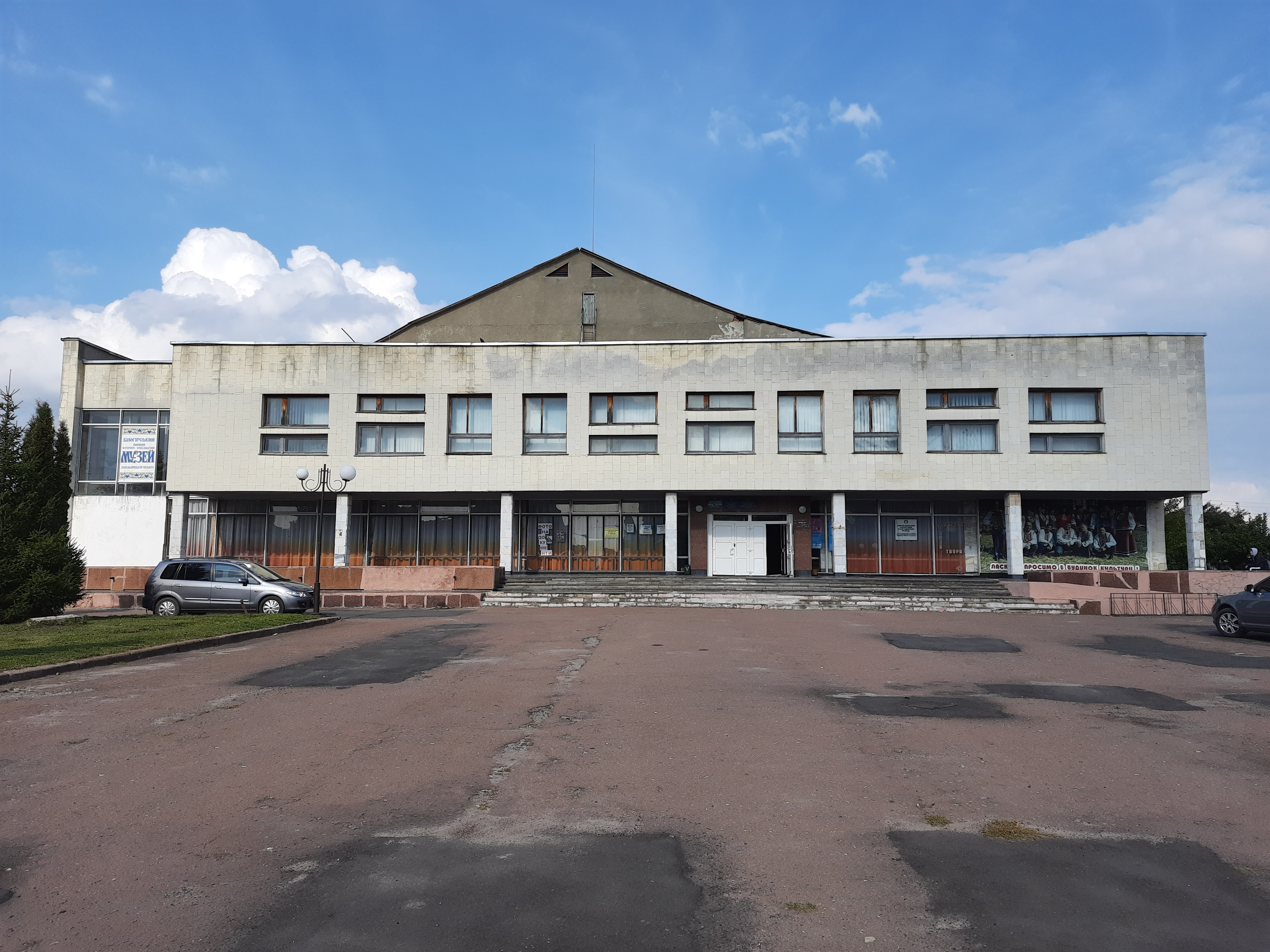
Будинок культури
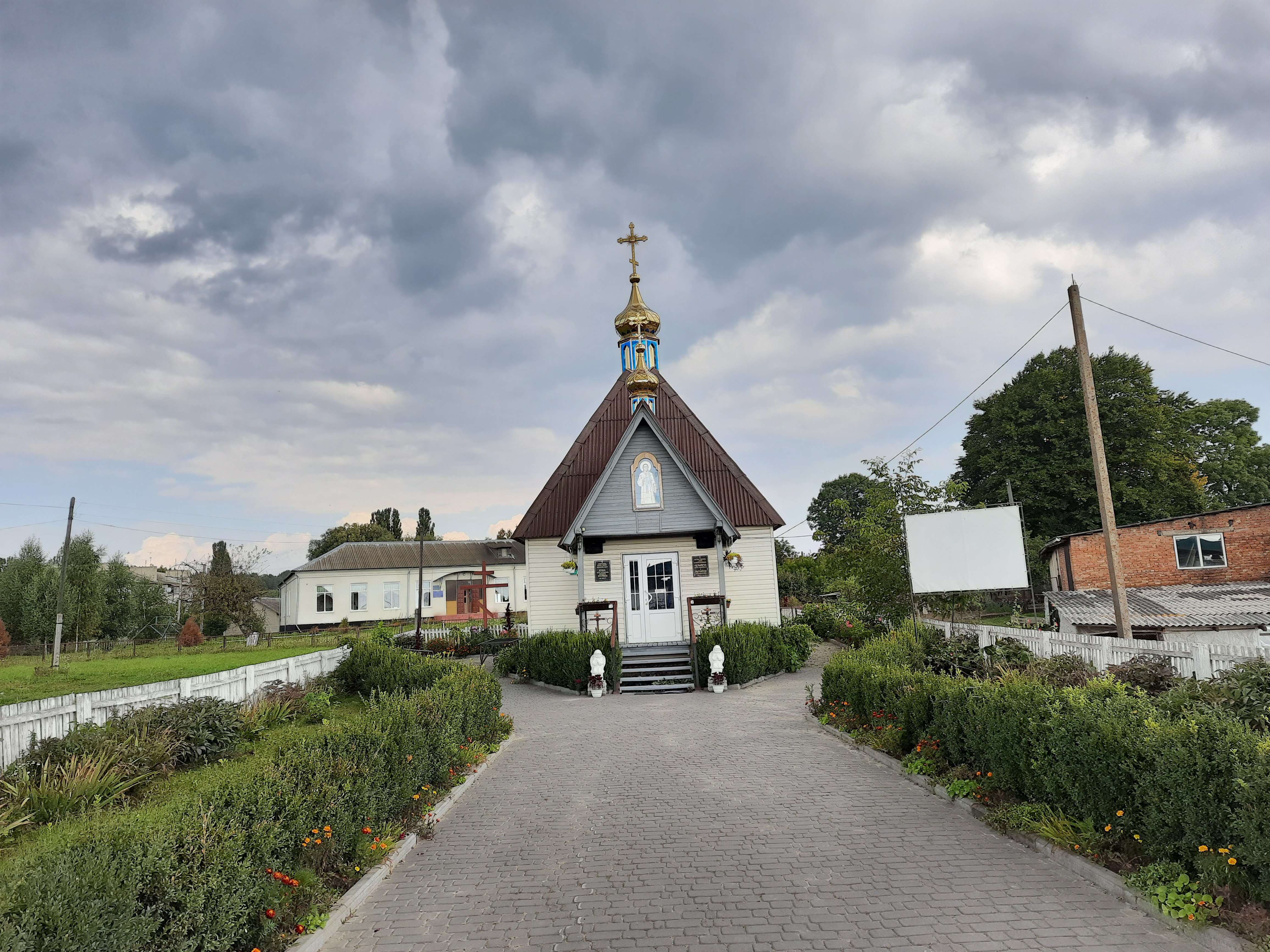
Капличка
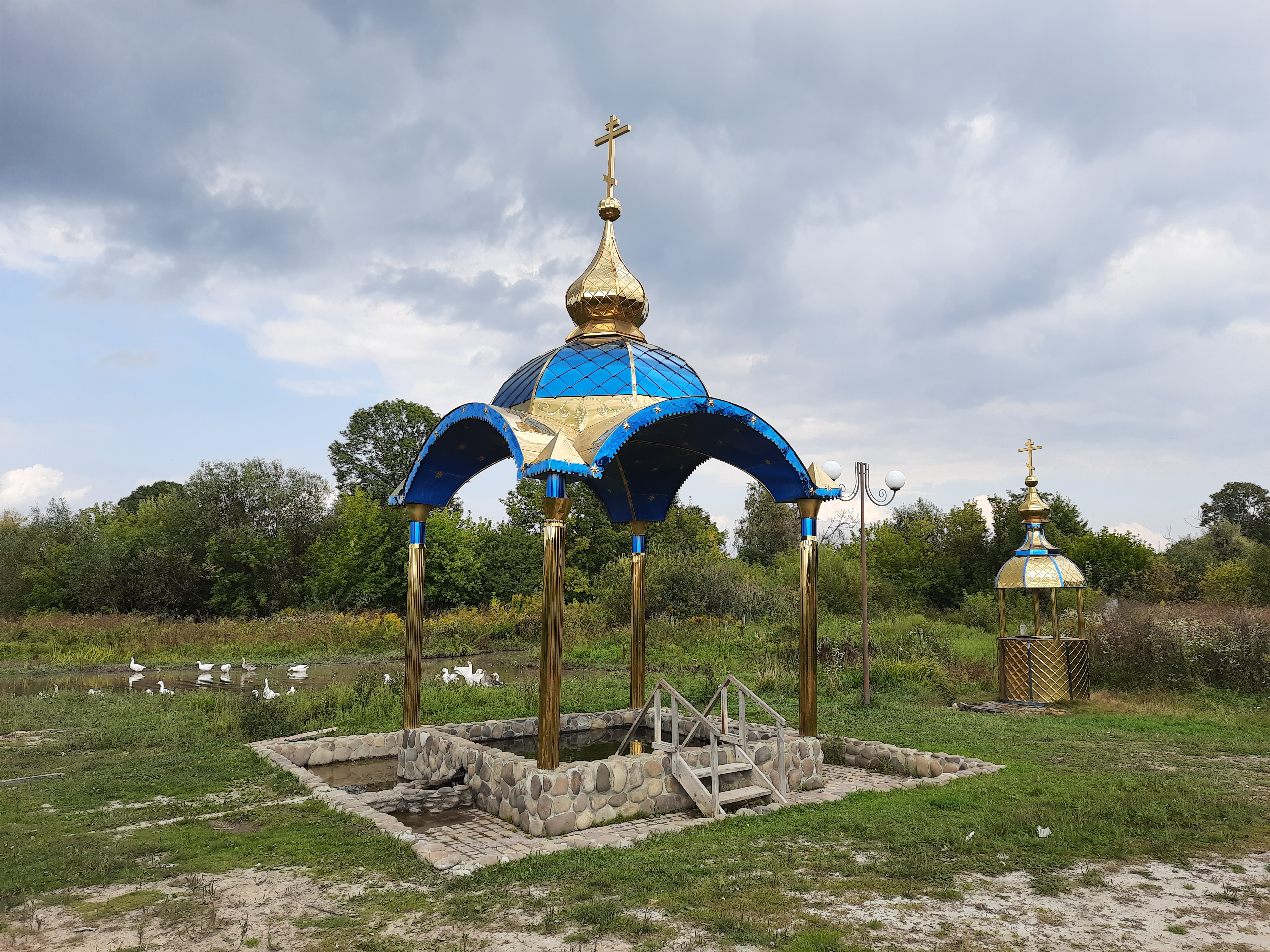
Капличка
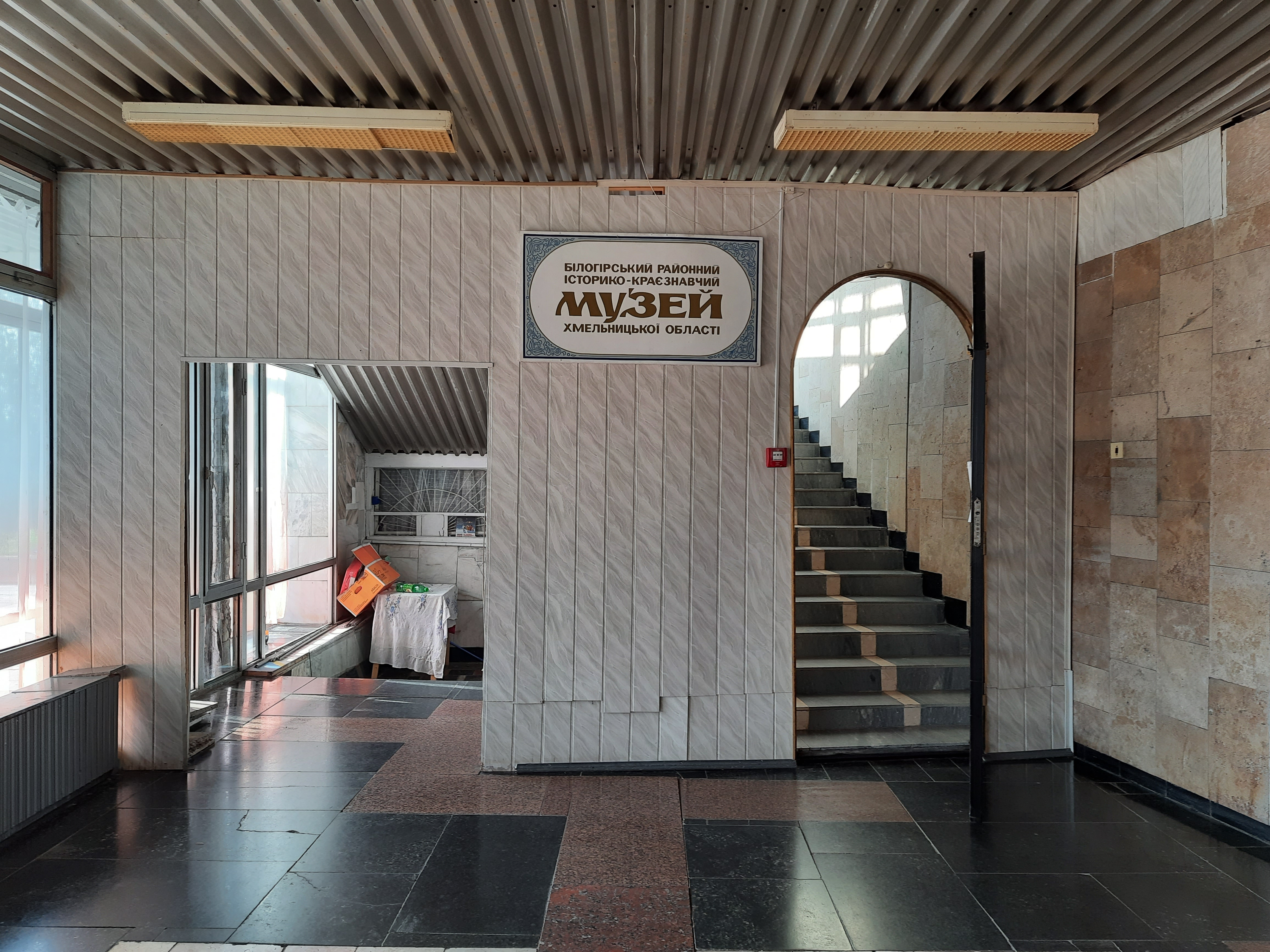
Краєзнавчий музей
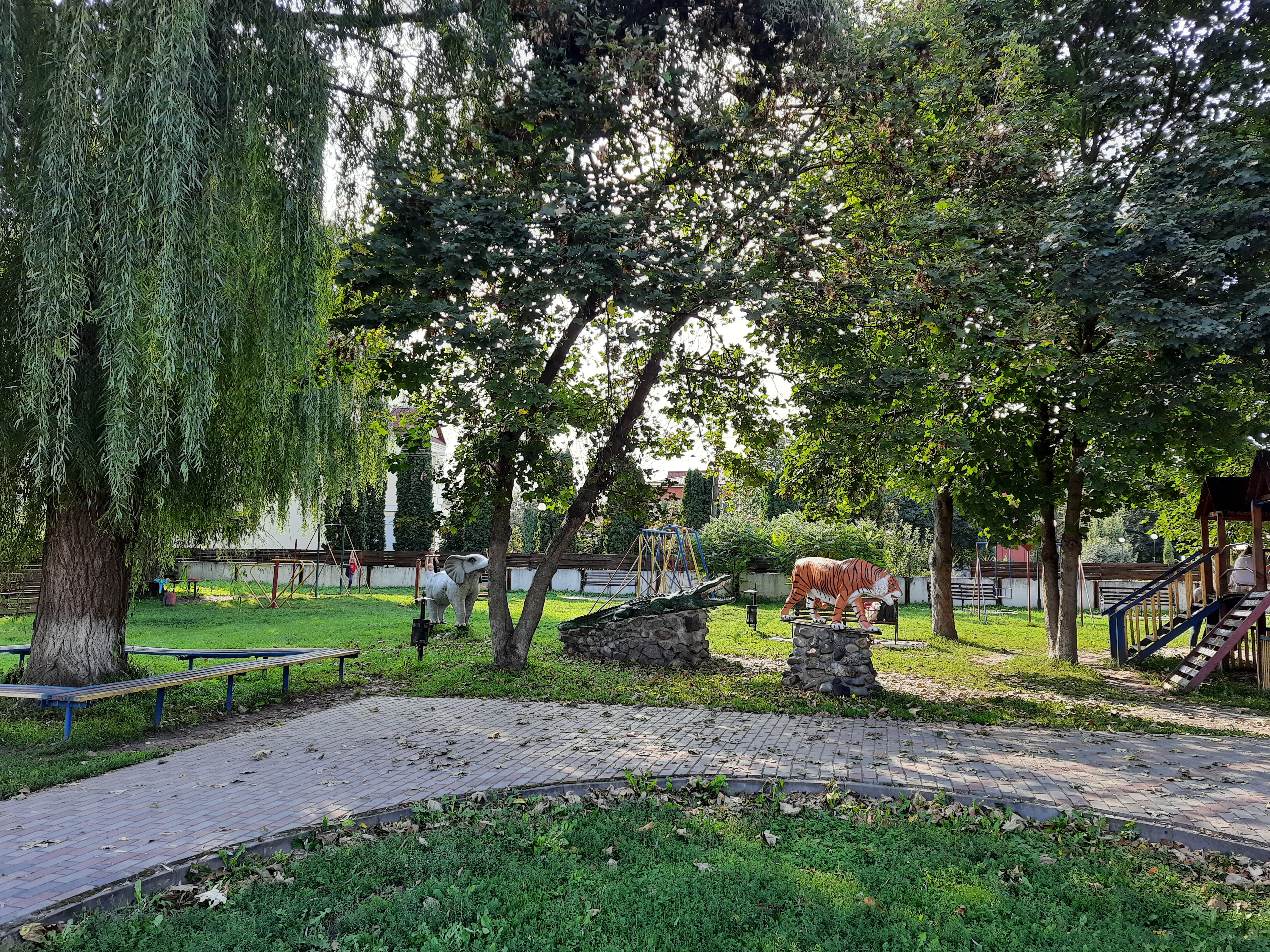
Парк
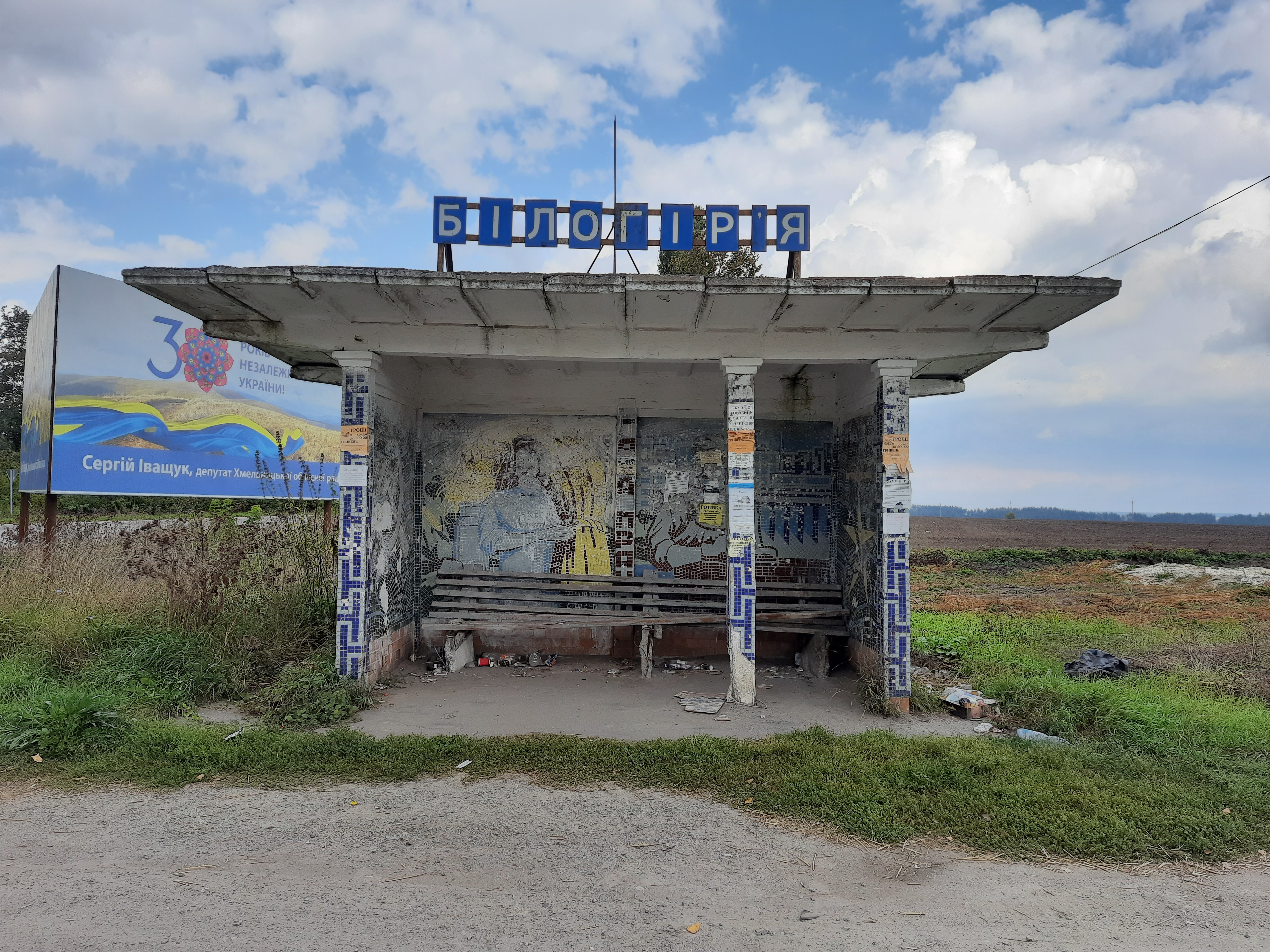
Автобусна зупинка
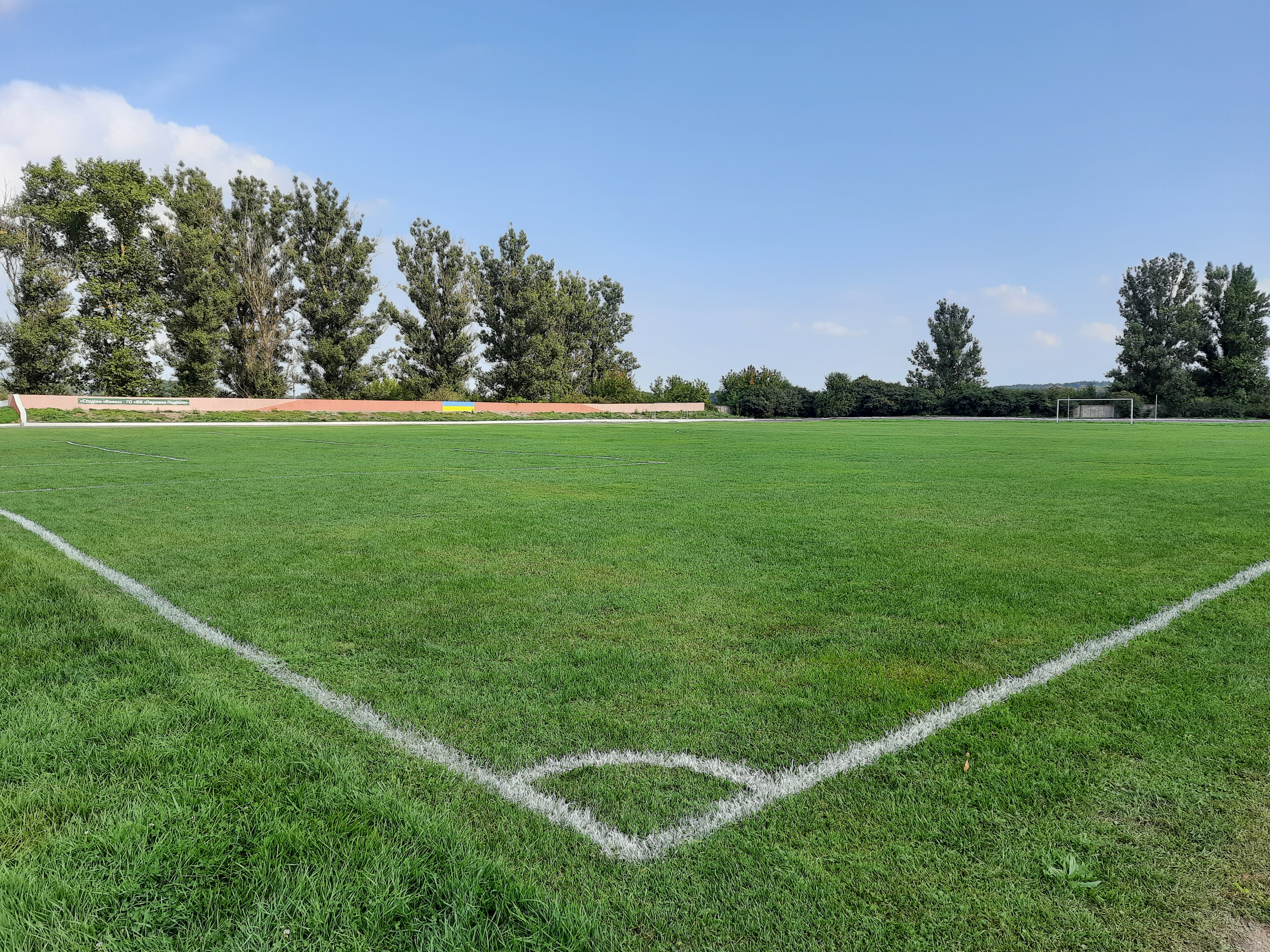
Стадіон